# آرامگاه حضرت سلطان
بقعه حضرت سلطان مربوط به دوره سلجوقیان است و در شهرستان درگز، بخش نوخندان، روستای حضرت سلطان واقع شده و این اثر در تاریخ ۲۴ فروردین ۱۳۸۲ با شمارهٔ ثبت ۸۲۶۵ به‌عنوان یکی از آثار ملی ایران به ثبت رسیده است.